# Thusnelda von Saldern
Thusnelda Johanna Sophie Marie Eveline von Saldern (* 3. Oktober 1837 in Potsdam; † 12. Mai 1910 in Hoym, Anhalt) war eine deutsche Diakonisse und Schriftstellerin.

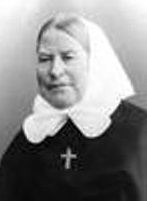
Thusnelda von Saldern

## Leben
Thusnelda von Saldern wurde als Tochter des Rittergutsbesitzers und Landrats Gustav von Saldern-Plattenburg, und seiner Frau Thusnelda, geb. Gräfin von Seherr-Thoss geboren. Aufgewachsen ist sie auf dem mütterlichen Gut Meffersdorf (Kreis Lauban, Oberlausitz). Nach Beendigung ihrer Schulzeit absolvierte sie im Diakonissenmutterhaus Bethanien in Breslau eine Ausbildung als Krankenschwester. Bei Gründung des Oberlinhauses in Potsdam (1874) wurde sie zur provisorischen Oberin bestimmt. Am 26. Oktober 1879 wurde sie als erste Diakonisse des Hauses eingesegnet und als Oberin der Schwesternschaft eingeführt. 1905 trat sie in den Ruhestand und zog sich  in das Hospiz Buchenhaus in Grenzdorf bei Weigandsthal (Schlesien) zurück. 1909 zog sie nach Hoym.
Als Autorin verfasste Thusnelda von Saldern religiös inspirierte Romane und Erzählungen, darunter den Roman Das Margaretenbuch, der bis in die 1940er-Jahre zahlreiche Neuauflagen erlebte und auch ins Englische übersetzt wurde.
Der Verein Oberlinhaus gab 2007 einem Neubau für Wohnen und Rehabilitation von Unfallopfern den Namen Thusnelda-von-Saldern-Haus.

## Werke
- Drei Bausteine. 3. Auflage, Wolfenbüttel 1863.
- Das Margaretenbuch. Eine Erzählung aus Lothringen. Braunschweig 1875; Bahn, Schwerin 1941.
- Ruth. Eine Erzählung für Kinder. Wolfenbüttel 1877.
- Reisebriefe aus Schweden. Wolfenbüttel 1896.
- Frei zum Dienst. Lichtbilder aus dem Diakonissenleben. Wolfenbüttel 1902.